# Попова, Анна Павловна
А́нна Па́вловна Попо́ва (в замужестве Усцо́ва; род. 17 ноября 1982, Кирово-Чепецк, Кировская область) — российская гимнастка и тренер, чемпионка России, мастер спорта России международного класса.

## Биография
Воспитанница кирово-чепецкой и нижегородской школ художественной гимнастики. С 5 лет начала заниматься в отделении художественной гимнастики детско-юношеской спортивной школы при Спортивном клубе «Олимпия». Первый тренер — Жанна Георгиевна Поленова. В 1995 году поступила в Училище олимпийского резерва в Нижнем Новгороде. Тренировалась у заслуженных тренеров России Тишиной Натальи Борисовны и Сергаевой Татьяны Владиславовны.
В 1996 году была включена в состав молодёжной сборной России в команду группового упражнения, в её составе в том же году стала чемпионкой Европы и получила звание мастера спорта международного класса. В 2000 году в составе сборной Нижегородской области стала чемпионкой России.
Окончила среднюю школу на базе нижегородского Училища олимпийского резерва № 1 в 2000 году, а в 2003 году — само училище. С 2002 года там же начала работать тренером-преподавателем. В 2009 году окончила Национальный государственный университет физической культуры, спорта и здоровья имени П. Ф. Лесгафта.

## Примечание
1. ↑  Звёзды кирово-чепецкого спорта. официальный сайт муниципального образования «Город Кирово-Чепецк». Дата обращения: 31 мая 2015. Архивировано из оригинала 30 мая 2015 года.
2. 1 2 3  Усцова Анна Павловна. официальный сайт СДЮСШОР г. Кстово. Дата обращения: 31 мая 2015. Архивировано из оригинала 3 мая 2015 года.